# Pauč
Pauč es un pueblo ubicado en la municipalidad de Kladanj, en el cantón de Tuzla, Bosnia y Herzegovina.

## Superficie
Posee una superficie de 33,87 kilómetros cuadrados.

## Demografía
Hasta 2013 la población era de 231 habitantes, con una densidad de población de 6,8 habitantes por kilómetro cuadrado.